# Schafhof (Geisenfeld)
Schafhof ist ein Ortsteil der Stadt Geisenfeld im oberbayerischen Landkreis Pfaffenhofen an der Ilm. Die Einöde liegt circa drei Kilometer nordöstlich von Geisenfeld und ist über die Bundesstraße 300 zu erreichen.
Am 1. April 1971 wurde Schafhof als Ortsteil der bis dahin selbständigen Gemeinde Schillwitzried zu Geisenfeld eingegliedert.